# Le Voyageur sans bagage (film)
Pour les articles homonymes, voir Le Voyageur sans bagage (homonymie).
Pour plus de détails, voir Fiche technique et Distribution.
Le Voyageur sans bagage est un film français réalisé par Jean Anouilh, sorti en 1944, d'après sa pièce éponyme créée en 1937.

## Synopsis
Quelques années après la fin de la première guerre mondiale, un ancien combattant amnésique, nommé Gaston, est revendiqué par plusieurs familles voulant voir en lui un proche.
La duchesse Dupont-Dufort directrice de l'oeuvre chargée de Gaston, commence par le présenter à une famille bourgeoise. Au travers des récits des uns et des autres, Gaston découvre peu à peu celui qu'il fut, Jacques Renaud : un jeune fils de famille, violent et querelleur. Il retrouve Valentine, la femme qu'il a aimée et qui a épousé son frère. Celle-ci lui révèle l'existence d'une petite cicatrice ignorée de tous, prouvant son identité. Mais Gaston va choisir de s'échapper.

## Fiche technique
- Titre : Le Voyageur sans bagage
- Réalisation : Jean Anouilh
- Scénario : Jean Anouilh, Jean Aurenche
- Décors : Jacques Krauss
- Photographie : Christian Matras
- Montage : Jean Feyte
- Musique : Francis Poulenc
- Société de production : Éclair-Journal
- Production : Léon Carré
- Pays :  France
- Format :  Son mono - Noir et blanc
- Genre : Drame
- Durée : 99 minutes
- Date de sortie : 
  - France  : 23 février 1944
- Affiche : Roger Rojac (France)

## Distribution
- Pierre Fresnay - Gaston
- Pierre Renoir - Georges Renaud
- Blanchette Brunoy - Valentine Renaud
- Sylvie - Madame Renaud
- Marguerite Deval - La duchesse Dupont-Dufort
- Jean Brochard - Marcel Berthier
- René Génin - Le curé
- Louis Salou - Maître Uspard
- Odette Talazac - La cuisinière
- Gabrielle Fontan - La mère Lampion
- Léonce Corne - Le valet de chambre
- Marthe Mellot - Madame Berthier
- Léon Larive - Le chauffeur
- Odette Barencey - Une parente
- Albert Malbert - Lacassagne
- Henry Gaultier - Le maître d'hôtel
- Mercédès Brare
- Marie-Jacqueline Chantal